# Paper Mario (serie)
Paper Mario es una serie de videojuegos que forma parte de la franquicia Mario, desarrollada por Intelligent Systems y distribuida por Nintendo. Combina elementos de los géneros de acción-aventura, rol y lógica. Los jugadores controlan una versión de Mario como un recorte de papel, en ocasiones ayudado por aliados, en una misión para derrotar al antagonista, generalmente Bowser. La serie consta de seis juegos y un spin-off; el primero, Paper Mario (2000), se lanzó para la Nintendo 64 y el más reciente, Paper Mario: The Origami King (2020), para la Switch.
El primer juego de la serie nació como una secuela de Super Mario RPG (1996), desarrollado por Square para la Super Nintendo, sin embargo, las modificaciones introducidas en el desarrollo llevaron a que el juego acabara convirtiéndose en un juego independiente. Aunque los primeros juegos de la serie tuvieron una buena acogida, el diseñador, Kensuke Tanabe, decidió que cada uno de ellos fuera de un género distinto y tuviera elementos de juego diferentes, lo que hizo que la serie cambiara progresivamente de género, pasando de los juegos de rol a las aventuras de acción, aunque algunos elementos de rol siguen estando presentes en la serie.
Los dos primeros juegos de la serie, Paper Mario y Paper Mario: The Thousand-Year Door, recibieron una buena acogida por parte de la crítica especializada y se elogió su argumento, los personajes y su peculiar mecánica de juego. Con el lanzamiento de Paper Mario: Sticker Star en 2012, la serie empezó a recibir críticas por su cambio de género, pero siguió teniendo una buena valoración por su guion, personajes, música y sus efectos visuales inspirados en un mundo de papel. Super Paper Mario es el juego más vendido de la serie, con 4,3 millones de unidades en 2019; la serie en conjunto ha vendido 12,54 millones de unidades.
Excepto Paper Mario y Mario & Luigi: Paper Jam Bros., todos los juegos de la serie fueron nominados al menos a un premio; The Thousand-Year Door ganó el «Role Playing Game of the Year» en los Interactive Achievement Awards de 2005, Super Paper Mario ganó el «Outstanding Role Playing Game» en los Premios Satellite de 2007 y Sticker Star ganó el «Handheld Game of the Year» en los D.I.C.E. Awards de 2012. Con tres nominaciones, The Origami King fue el que recibió un mayor número de postulaciones. La serie, sobre todo los dos primeros títulos, han inspirado varios juegos indie como Bug Fables: The Everlasting Sapling; también se han incluido numerosos elementos de Paper Mario en la serie Super Smash Bros.

## Mecánica de juego
Mario tiene como misión explorar el Reino Champiñón. En cada juego el reino se divide en varias zonas que se pueden explorar, conocidas como «mundos», que contienen puzles y elementos interactivos, como obstáculos que Mario tiene que golpear con su martillo, que deben completarse para avanzar en la historia. Las localizaciones están diseñadas como si estuvieran hechas de papel, y contienen monedas y otros coleccionables, como trofeos ocultos. También hay personajes no jugables (NPC, por sus siglas en inglés) con los que Mario puede hablar. Todos los juegos, excepto Super Paper Mario, cuentan con un sistema de combate por turnos, en el que Mario y uno o varios adversarios se atacan unos a otros por turnos.
Los dos primeros juegos, Paper Mario y Paper Mario: The Thousand-Year Door, incorporan elementos similares a los de un típico videojuego de rol (RPG, por sus siglas en inglés). Mario se encuentra con distintos aliados que se le unen en su viaje, que pueden ayudarle a completar misiones en los mundos y a luchar en los combates, de forma similar a la de otros juegos RPG. El jugador puede realizar un ataque normal, pulsando un botón del mando para infligir más daño, o utilizar un ataque especial, que es más potente pero consume puntos flor (PF) —una característica del juego— cuando se utiliza. Al derrotar a un enemigo, se obtienen puntos de experiencia (conocidos en el juego como Puntos Estrella, o PE), que hacen que Mario y sus aliados sean más poderosos a medida que avanzan. Las mejoras de los ataques especiales se pueden encontrar en el overworld.
Super Paper Mario, el tercer juego de la serie, se aleja de los juegos de rol y es más un juego de plataformas. A diferencia de los dos anteriores, que utilizan un sistema de combate por turnos, Mario no entra en una fase de combate y lucha contra el enemigo en el overworld en tiempo real. Se siguen obteniendo puntos de experiencia por derrotar a los enemigos. Aunque Mario no lucha junto a compañeros específicos, Luigi, la Princesa Peach y Bowser son jugables y forman parte del grupo de Mario. Además se pueden invocar y utilizar aliados conocidos como Pixls, que otorgan habilidades para el combate y para superar los niveles.
A partir de Paper Mario: Sticker Star los juegos de la serie se orientan más hacia el género de acción-aventura. Se redujeron los elementos RPG, como los puntos de experiencia, los aliados y una trama compleja, y se enfatizó la resolución de puzles, con un nuevo sistema de puntos de experiencia, así como una nueva mecánica de juego estratégica y del estilo de los videojuegos de lógica respecto al combate.

## Juegos
| 2000 | Paper Mario                         |
| 2001 |                                     |
| 2002 |                                     |
| 2003 |                                     |
| 2004 | Paper Mario: The Thousand-Year Door |
| 2005 |                                     |
| 2006 |                                     |
| 2007 | Super Paper Mario                   |
| 2008 |                                     |
| 2009 |                                     |
| 2010 |                                     |
| 2011 |                                     |
| 2012 | Paper Mario: Sticker Star           |
| 2013 |                                     |
| 2014 |                                     |
| 2015 | Mario & Luigi: Paper Jam Bros.      |
| 2016 | Paper Marioː Color Splash           |
| 2017 |                                     |
| 2018 |                                     |
| 2019 |                                     |
| 2020 | Paper Mario: The Origami King       |

### Serie principal

#### Paper Mario(2000)
Paper Mario es un videojuego de rol (RPG) lanzado para la Nintendo 64 en el año 2000 en Japón y en 2001 en todo el mundo. El juego se relanzó posteriormente para la Nintendo iQue en 2004, para la Consola Virtual de Wii en 2007 y para la Consola Virtual de Wii U en 2015.
En el juego, Bowser secuestra a la Princesa Peach y roba los siete Espíritus Estelares y la Varita Estelar para hacerse invencible. Mario debe salvar los Espíritus Estelares prisioneros, derrotar a Bowser y salvar el Reino Champiñón.
La mecánica del juego se centra en la resolución de puzles por parte de Mario y sus aliados y muchos de los retos están diseñados en función de las habilidades únicas de cada personaje. Mario se encuentra con varios compañeros a medida que avanza el juego. En los combates, por turnos, Mario y sus aliados tienen habilidades especiales que consumen puntos flor (PF) cuando se ejecutan. Por cada enemigo derrotado, Mario adquirirá puntos estrella, y por cada 100 de ellos subirá un nivel, aumentando así su vitalidad, sus puntos flor o sus puntos de medalla. En el overworld se pueden descubrir otras habilidades que se pueden utilizar en el combate.

#### Paper Mario: The Thousand-Year Door(2004)
Paper Mario: The Thousand-Year Door es un videojuego de rol lanzado para la GameCube en 2004. El juego se desarrolla sobre todo en Rogueport, donde Mario y Peach descubren un portal cerrado que se cree que conduce a las riquezas de un reino perdido. Poco después, Peach es secuestrada por los Soldados X o X-Nauts, que quieren abrir el portal. Peach avisa a Mario de su secuestro y le informa de que debe buscar los siete Cristales Estelares para encontrar el tesoro. Durante esta búsqueda, Mario recibe un hechizo que le permite realizar movimientos especiales, como doblarse en forma de avión o barco de papel.
El combate tiene lugar en un escenario frente a un público en directo; si Mario actúa bien en la batalla, el público lanzará objetos útiles al escenario o infligirá daño al oponente. Por el contrario, los miembros del público se irán y a veces causarán daños a Mario si su actuación es mala.

#### Super Paper Mario(2007)
Super Paper Mario es un videojuego de rol de acción y plataformas lanzado en 2007 para la consola Wii. En el juego, un nuevo villano, el Conde Cenizo, invoca el Corazón del Caos para destruir y rehacer el universo según sus deseos. Mario se propone detener al Conde Bleck recogiendo los ocho Corazones Puros con la ayuda de Peach, Luigi, Bowser y una nueva aliada llamada Pisti (Lady Pistina).
A diferencia de los juegos anteriores, Super Paper Mario ofrece una mecánica de juego más cercana a las plataformas que a los RPG. Mario puede alternar entre 2D y 3D, lo que implica girar la cámara 90 grados para cambiar la perspectiva del juego. Cuando cambia de dimensión, se hacen visibles elementos ocultos. Mario cuenta con la ayuda de otros aliados llamados Pixelitos, que le dan al personaje que los acompaña diferentes poderes; Por ejemplo, el Pixelito Lanci (Thoreau en inglés) le permite a Mario recoger y lanzar objetos. En lugar de un sistema de combate por turnos, en el overworld las luchas tienen lugar en tiempo real; al vencer, Mario recibe puntos de experiencia.

#### Paper Mario: Sticker Star(2012)
Paper Mario: Sticker Star es un videojuego multigénero, mezcla de aventura y rol, lanzado para la 3DS en 2012. En el juego, el Reino Champiñón celebra la Feria de las Pegatinas, un evento anual en el que los habitantes pueden pedir deseos al Cometa de las Pegatinas y que estos les sean concedidos por las Pegatinas Reales que viven en el interior del cometa. Sin embargo, Bowser aparece y lo destruye, esparciendo las seis pegatinas reales por todo el reino. Mario, aliado con una pegatina llamada Tina, busca las pegatinas perdidas para arreglar el cometa.
La mecánica de juego depende en gran medida de las pegatinas, que pueden encontrarse adheridas en el overworld, comprarse en las tiendas del juego con monedas o conseguirse de otros personajes no jugables. En el combate, las habilidades de Mario dependen de las pegatinas obtenidas; por ejemplo, una pegatina de salto permite a Mario saltar y aplastar a sus enemigos. Otras, llamadas pegatinas de cosas (Thing Stickers, en inglés), se asemejan a objetos del mundo real que pueden utilizarse como un poderoso ataque contra los enemigos o para resolver puzles en el overworld. Mario, además de utilizar las pegatinas, recibe de Tina el poder de «Papelización», que le permite recortar y volver a pegar ciertas partes de los decorados, aplanar sus alrededores y revelar pegatinas y otros secretos.

#### Paper Marioː Color Splash(2016)
Paper Marioː Color Splash es un videojuego multigénero, de aventura con toques de juego de rol, lanzado para la Wii U en 2016. Gracias a los gráficos de alta definición de la Wii U, a partir de Color Splash la apariencia de papel de los juegos de la serie se acentuó. Mario adquirió un contorno blanco que tenía su origen en Mario & Luigi: Paper Jam Bros. En esta ocasión Mario y Peach descubren un Toad descolorido, lo que les lleva a navegar hasta la Isla Prisma para investigar el extraño fenómeno. Tras darse cuenta de que la isla también ha perdido el color, hablan con Baldo, guardián de la fuente de la Isla Prisma, que les explica que las seis Maxi Estrellas de pintura que dan color a la isla se han dispersado, situación que posteriormente se descubre que es obra de Bowser.
Color Splash conserva ciertos elementos de la mecánica de juego introducida en Sticker Star. Mario está equipado con un martillo de pintura; se pueden encontrar varios contenedores de pintura roja, amarilla y azul que se pueden aplicar al martillo de Mario. Cuando el jugador golpea algo en el overworld, el objeto incoloro se tiñe de color y se obtienen recompensas como monedas, habilidades o poderes especiales. El jugador puede utilizar la pantalla táctil del Wii U GamePad para dibujar un agujero en el entorno de papel y revelar secretos, lo que se conoce como la habilidad «Recorte». Al igual que en Sticker Star, el jugador decide de antemano su acción en el combate mediante cartas que determinan la acción y el objetivo. Las cartas pueden conseguirse en el overworld o comprarse en tiendas. También hay cartas de objetos, que funcionan de forma similar a las pegatinas de Sticker Star.

#### Paper Mario: The Origami King(2020)
Paper Mario: The Origami King es un videojuego multigénero lanzado para Switch en 2020. Mario y Luigi se dirigen a Villa Toad en el Reino Champiñón y descubren que se encuentra abandonada. En el castillo de Peach, descubren que el rey Olly ha transformado a la princesa en origami y que muchos otros residentes, incluido Bowser, han corrido una suerte similar. El rey Olly ha arrancado el castillo del suelo y lo ha sellado con cinco serpentinas mágicas y Mario, ayudado por la hermana pequeña de Olly, Olivia, emprende el camino para destruir las serpentinas y derrotar al rey.
A diferencia de Sticker Star y Color Splash, el juego introduce de nuevo algunos elementos del género RPG. Se recuperan algunos aliados, aunque con un papel menos importante que en los dos primeros juegos de la serie. Mario cuenta con una habilidad denominada «Brazos Plegables» que pueden usarse para rasgar partes del entorno y desvelar secretos. También dispone de una bolsa de confeti, que se utiliza para rellenar huecos vacíos del overworld. En los combates se prima la resolución de puzles en un campo de combate circular; el círculo se divide en anillos y el jugador tiene tiempo para girarlos horizontal y verticalmente para alinear a los enemigos e infligirles más daño.

### Spin-off

#### Mario & Luigi: Paper Jam Bros.(2015)
Mario & Luigi: Paper Jam Bros., es un videojuego de rol lanzado en 2015, desarrollado por AlphaDream y distribuido por Nintendo para la 3DS. Es un crossover entre la serie Paper Mario y otra serie spin-off de Nintendo, Mario & Luigi. En esta ocasión Luigi derriba accidentalmente un libro que contiene el universo de Paper Mario, lo que hace que ambos universos se crucen y que los habitantes de Paper Mario se repartan por todo el Reino Champiñón. Los dos Bowser de ambos universos se alían para secuestrar a las dos Peach.
Aunque Paper Jam es un crossover, su mecánica de juego está más próxima a la de Mario & Luigi que a la de Paper Mario. El jugador controla simultáneamente a Mario y a Luigi, que utilizan sus habilidades habituales, y a Paper Mario, cuyas acciones están adaptadas a su imagen de papel, como doblarse en forma de shuriken durante el combate o realizar un ataque que causa mucho daño al apilar varias copias de sí mismo.

## Desarrollo e historia

### Fundación de Intelligent Systems.Paper MarioyThe Thousand-Year Door

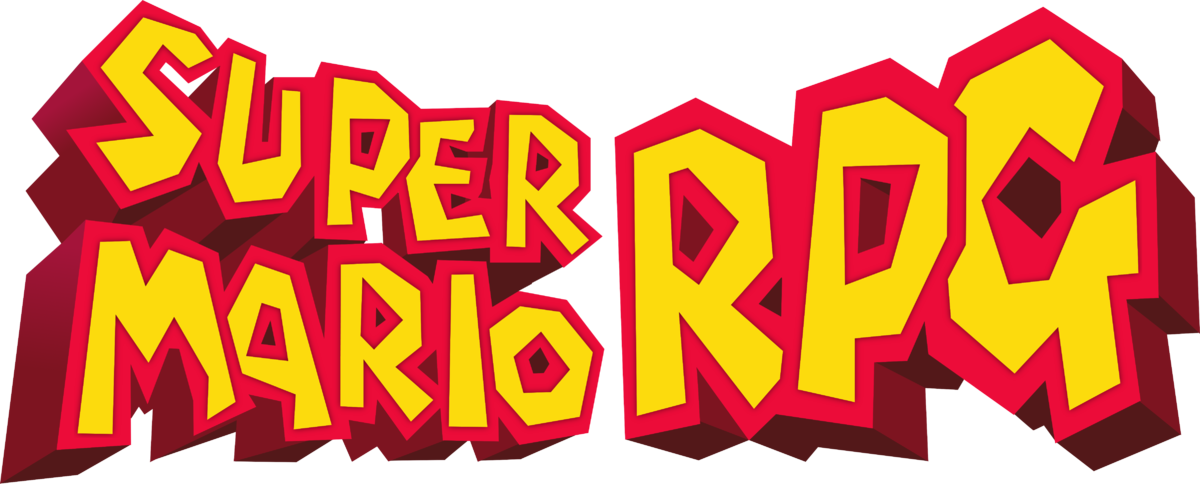
Logotipo de Super Mario RPG

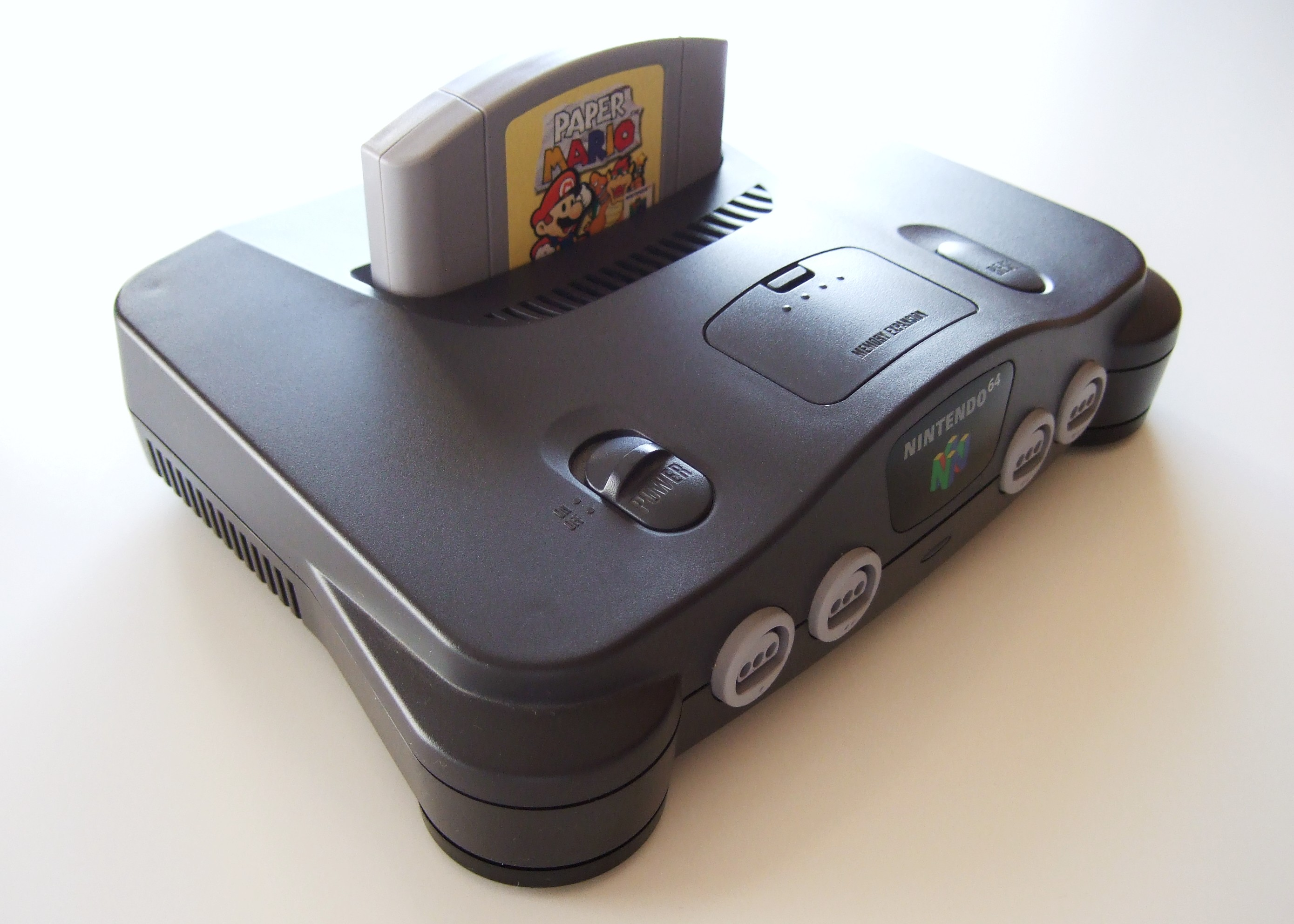
Cartucho de Paper Mario en una Nintendo 64

Intelligent Systems se fundó tras la contratación de Tohru Narihiro por parte de Nintendo para portar los videojuegos del Famicom Disk System a cartuchos en la década de 1980. Posteriormente Narihiro desarrolló videojuegos de éxito para las series Wars y Fire Emblem, lo que le permitió ampliar su empresa con más artistas y desarrolladores.
Super Mario RPG, desarrollado por Squaresoft y lanzado para la Super Nintendo Entertainment System (SNES), fue el primer juego de rol de la franquicia Mario. Square utilizó mecánicas de juego innovadoras, como la pulsación sincronizada de botones para infligir más daño en el combate, con el fin de que los aficionados se interesaran por el género. Aunque Nintendo tenía la intención de que Squaresoft creara otro juego de rol, posteriormente firmó un acuerdo con Sony Interactive Entertainment para desarrollar Final Fantasy VII para la PS1, por lo que Nintendo contrató a Intelligent Systems para crear un juego de rol para su nueva consola, la Nintendo 64. El desarrollo se inició poco después del lanzamiento de la consola en Japón en 1996. El videojuego, producido por Shigeru Miyamoto, que se planteó originalmente como una secuela de Super Mario RPG, Super Mario RPG 2, utilizaba un estilo gráfico similar al de su predecesor y se iba a lanzar para la 64DD, una unidad de disco auxiliar para la Nintendo 64. Naohiko Aoyama, el diseñador artístico del juego, cambió posteriormente los gráficos a un diseño de papel porque creía que los jugadores podrían preferir un juego con diseños de personajes en 2D «bonitos» en lugar de uno con gráficos en 3D de escaso nivel poligonal. El desarrollo duró cuatro años y salió a la venta en agosto de 2000, coincidiendo con el final del ciclo de vida de la consola y la proximidad del anuncio del lanzamiento de la GameCube. El juego se tituló Mario Story en Japón y Paper Mario en Norteamérica.
En la Game Developers Conference de 2003 Nintendo anunció una secuela del juego, The Thousand-Year Door; se presentó una demo jugable en la Electronic Entertainment Expo de 2004 y fue lanzado en todo el mundo ese mismo año como The Thousand-Year Door internacionalmente y Paper Mario RPG en Japón. Cuando se lanzó el videojuego, se creó otra serie RPG de Mario, Mario & Luigi, para las consolas portátiles de Nintendo; el primer juego de la serie, Superstar Saga, fue desarrollado por AlphaDream y lanzado para la Game Boy Advance en 2003. Kensuke Tanabe, supervisor de The Thousand-Year Door, y la productora adjunta Risa Tabata se inspiraron en Miyamoto para introducir diferentes conceptos de juego que hicieran la serie más entretenida. En una entrevista de 2020, Tanabe reconoció la dificultad de mantener la motivación cuando todos los juegos de la serie son similares, lo que les llevó al equipo a estudiar mayores modificaciones en la mecánica de juego y el diseño de cada juego.

### Cambios de género, concepto y filosofía
La serie introdujo diversos cambios con la intención de llegar a un público nuevo y variado. Para Super Paper Mario el director del juego, Ryota Kawade, quería sorprender a los seguidores de la serie con nuevos conceptos que no aparecían en los juegos anteriores. Cuando se le ocurrió la idea de poder pasar alternativamente del 2D al 3D, se la presentó al nuevo productor, Tanabe; cuando este lo aprobó, ambos estuvieron de acuerdo en que la idea funcionaría bien como un videojuego de acción-aventura más que como un RPG y también se introdujo el combate en tiempo real para que encajara con la idea, aunque a pesar de los cambios Tanabe solicitó a los guionistas que mantuvieran una trama similar a la de un juego de rol. Super Paper Mario se anunció para la GameCube en la Electronic Entertainment Expo de 2006, pero fue portado a la Wii a mediados de 2006, antes de salir a la venta en abril de 2007. Como el juego estaba concebido para jugarse con un mando de GameCube, no aprovechaba los nuevos controles de movimiento de Wii. Se hicieron presentaciones de Sticker Star en las Electronic Entertainment Expo de 2010 y 2011 y en el Nintendo Space World de 2011, pero su título no se anunció hasta la Electronic Entertainment Expo de 2012, y el juego salió a la venta ese mismo año. Miyamoto ya no era el productor de la serie, pero solicitó a los desarrolladores que no crearan ningún personaje nuevo y que utilizaran los ya conocidos en la franquicia de Mario; el equipo de propiedad intelectual de Nintendo hizo cumplir esta norma en los futuros juegos de la serie. También pidió que se cambiara el sistema de combate de The Thousand-Year Door y que se eliminaran la mayoría de los elementos de la historia debido a las primeras reacciones de los aficionados.

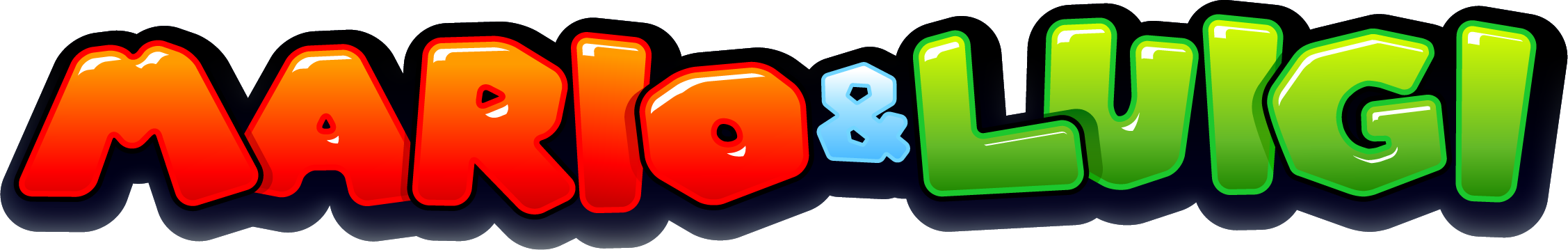
La serie Mario & Luigi era el sustituto previsto para los juegos de Mario RPG

El desarrollo de Paper Jam se inspiró fundamentalmente en Sticker Star. AlphaDream quería utilizar un tercer botón para controlar a un tercer personaje en su juego más reciente, y consideró que Paper Mario encajaría en ese papel. A partir de Color Splash, todos los personajes de los juegos de la serie tienen un contorno blanco en torno a Mario; los desarrolladores de Paper Jam necesitaban diferenciar los personajes de las distintas series.
Como la Wii U disponía de más potencia gráfica que las anteriores consolas de Nintendo, el desarrollo de Color Splash incidió en los gráficos y los controles de la consola. Los artistas hicieron que los gráficos adquirieran el aspecto de papel y materiales de manualidades, y el Wii U GamePad tuvo una gran importancia en los combates, ya que los desarrolladores consideraron que el uso de los controles de movimiento resultaba divertido. El juego se anunció por medio de una presentación a través de Nintendo Direct a principios de 2016. Posteriormente el juego recibió críticas de seguidores que se mostraron decepcionados por el hecho de que la serie siguiera un formato de acción-aventura como Sticker Star. Tanabe comentó que Mario & Luigi sustituiría a Paper Mario como serie RPG y Tabata que, para diferenciarlos, la serie Paper Mario se iba a centrar más en elementos no rol, como la «resolución de puzles» y el «humor». El juego se lanzó en todo el mundo a principios de octubre de 2016 y se convirtió en el juego menos vendido de la serie, posiblemente debido a las bajas ventas de la Wii U y al anuncio de la Switch antes de su lanzamiento. Paper Jam fue el último juego de la serie Mario & Luigi creado por AlphaDream, antes de que la compañía se declarara en quiebra en 2019.
Estaba previsto que Paper Mario: The Origami King se anunciara con ocasión del 35.º aniversario de Super Mario Bros. a principios de septiembre de 2020, pero finalmente se hizo a mediados de mayo del mismo año. El juego salió a la venta en todo el mundo a mediados de julio de 2020, aunque días antes hubo una filtración y podía jugarse en emuladores en ordenadores personales. Es el primer juego de la serie en el que Miyamoto no participó de forma activa. A pesar del regreso de sus amigos y de algunos personajes emblemáticos de la serie, algunos críticos se mostraron decepcionados por su falta de protagonismo en la trama y en otros aspectos de la mecánica de juego. El juego cuenta con grandes overworlds en lugar de los niveles lineales de los juegos anteriores.
En una entrevista concedida en 2020 a Video Games Chronicle, Tanabe reafirmó lo dicho en entrevistas anteriores: aunque tomaba nota de las críticas generales, se aseguró de no ignorar a los «jugadores ocasionales» y a los nuevos seguidores de la serie. Con esta idea, The Origami King se centró en gran medida en la resolución de puzles. Tanabe dijo que no podía satisfacer por igual a los veteranos y a los jugadores ocasionales y por ello trató de avanzar hacia nuevos conceptos, por lo que el juego utilizó el origami como nuevo elemento en el mundo de papel. Explicó que el argumento del juego se hizo más amplio en su contexto y formato para que pudiera entenderse por otras edades y culturas. Desde entonces, se ha mantenido alejado de una trama complicada debido a que «alejaba el juego del universo Mario», y en su lugar se creó una historia en la que los diferentes lugares estarían ligados a eventos específicos memorables.

## Recepción
| Juego                  | Año  | Metacritic |
| ---------------------- | ---- | ---------- |
| Paper Mario            | 2000 | 93/100     |
| The Thousand-Year Door | 2004 | 87/100     |
| Super Paper Mario      | 2007 | 85/100     |
| Sticker Star           | 2012 | 75/100     |
| Color Splash           | 2016 | 76/100     |
| The Origami King       | 2020 | 80/100     |

### Respuesta de la crítica
Paper Mario fue aclamado por la crítica cuando se lanzó; la acogida fue positiva por su combinación de juego de rol, plataformas y por los elementos anteriores de la franquicia Mario. El argumento y los personajes también recibieron buenas críticas. Publicaciones como Nintendo Power y GameSpot lo incluyeron entre los mejores juegos para Nintendo 64. Apareció como el 63.º mejor juego de una consola de Nintendo en el «Top 200 Games» de Nintendo Power en 2006.
Se suele considerar a The Thousand-Year Door como uno de los mejores juegos de la serie. Los analistas destacaron el argumento y los personajes; Eurogamer consideró que la historia tenía un tono fantasioso. También se alabó que se lanzara un nuevo juego en el mundo de papel y la participación del público en las batallas. The Thousand Year Door ganó el premio al «Juego de Rol del Año» en los Interactive Achievement Awards de 2005.
A pesar de desviarse del estilo RPG, en general Super Paper Mario recibió críticas positivas. El concepto de cambio de dimensiones mereció comentarios positivos, aunque hubo algunas objeciones por el escaso desarrollo de la mecánica de juego. Algunos críticos consideraron el argumento excesivamente complicado, pero la mayoría alabó el guion y su humor. El juego fue catalogado con frecuencia como uno de los mejores de la consola Wii.
Sticker Star recibió críticas más variadas que sus predecesores. Aunque los analistas apreciaron los gráficos, la ambientación, o los personajes, la mecánica de juego, en concreto las pegatinas, no fue bien considerada. Aunque algunos críticos destacaron el componente estratégico adicional, como Philip Kollar de Polygon, que lo consideró atractivo, se criticaron las numerosas funciones de las pegatinas, que se consideraron uno de los mayores puntos débiles del juego, y en general no gustaron por ofrecer una sola solución a cada puzle y por requerir con frecuencia que los jugadores tuvieran que volver atrás en el juego. En general Sticker Star fue rechazado por los aficionados debido a la pérdida de un sistema de combate estratégico.
Tras su presentación, los aficionados criticaron Color Splash por continuar la tónica de las entregas de acción y aventura y organizaron una campaña a través de Change.org para solicitar su cancelación;  sin embargo aunque en un principio el juego fue descalificado al anunciarse, por lo general recibió críticas positivas tras su lanzamiento. La mayoría de los analistas elogiaron la redefinición de los gráficos y la banda sonora, aunque el combate se consideró demasiado simple y algunos críticos señalaron su falta de exigencia general para el juego. El analista de Giant Bomb, Dan Ryckert, señaló que la función principal de las monedas era comprar cartas para el combate, que otorgaban monedas a cambio, por lo que consideró que el sistema en general no tenía sentido.
The Origami King se considera el mejor juego de la serie desde Super Paper Mario, gracias a la reintroducción de los reclamados elementos de RPG y a la eliminación de aspectos no deseados, aunque también fue criticado por continuar con el formato de acción-aventura. Fue valorado por sus elementos interactivos, el guion, los personajes y la ambientación. Entre estos elementos se encuentran los Toads ocultos, que los analistas suelen calificar de divertidos y amenos, destacando sus diálogos humorísticos y sus interesantes escondites. El sistema de combate del juego tuvo una acogida desigual; fue apreciado por su singular componente estratégico, pero criticado por ser difícil y poco gratificante.
Los tres juegos a partir de Sticker Star fueron muy criticados por la eliminación de elementos que hacían que fueran juegos de rol, como el sistema de experiencia, (que, según los analistas, hacía innecesario el combate) personajes nuevos y originales y otros aspectos singulares de los juegos anteriores.

### Ventas
Paper Mario fue el juego más vendido en su primera semana en Japón y otros países, y ha vendido 1,3 millones de copias, convirtiéndose en uno de los juegos más vendidos de Nintendo 64. Al igual que Paper Mario, The Thousand-Year Door fue el juego más vendido en Japón en su primera semana, y ha vendido más de 1,3 millones de copias en 2007; es uno de los juegos más vendidos de GameCube. Super Paper Mario fue el juego más vendido de la semana en su lanzamiento en Japón, situándose como tercero en ventas para la Wii en abril de 2007, y uno de los más vendidos de esta consola; en 2008 el juego había vendido alrededor de 2,3 millones de unidades en todo el mundo y en 2019 unos 4,3 millones de copias, lo que lo convierten en el juego más vendido de la serie. Sticker Star vendió alrededor de 400 000 copias en Japón en 2012; en 2020 había alcanzado casi 2,5 millones de ventas y es también uno de los juegos más vendidos de la 3DS. Las ventas en Japón de Color Splash ascendían a 63 000 en julio de 2020. The Origami King tuvo el mejor lanzamiento de la serie, ya que duplicó las ventas de lanzamiento de Super Paper Mario en Estados Unidos, además de ser también el mejor de la serie en su primer mes; en diciembre de 2020 había vendido más de tres millones de copias, el segundo más vendido de la serie y uno de los más vendidos de la Switch.

### Premios y nominaciones
| Año  | Ceremonia                              | Juego nominado                      | Premio                       | Resultado | Ref.            |
| ---- | -------------------------------------- | ----------------------------------- | ---------------------------- | --------- | --------------- |
| 2005 | Interactive Achievement Awards         | Paper Mario: The Thousand-Year Door | Juego de rol del año         | Ganador   | [ 109 ]         |
| 2007 | 4.ª edición de los Premios de la BAFTA | Super Paper Mario                   | Premio a la innovación       | Nominado  | [ 161 ]         |
| 2007 | Spike Video Game Awards de 2007        | Super Paper Mario                   | Mejor juego de la Wii        | Nominado  | [ 162 ]         |
| 2007 | 12.ª edición de los Premios Satellite  | Super Paper Mario                   | Juego de rol destacado       | Ganador   | [ 163 ]         |
| 2012 | 16.ª edición de los D.I.C.E. Awards    | Paper Mario: Sticker Star           | Mejor juego portátil del año | Ganador   | [ 164 ]         |
| 2017 | Kids' Choice Awards de 2017            | Paper Marioː Color Splash           | Videojuego favorito          | Nominado  | [ 165 ]         |
| 2020 | Premios Golden Joystick de 2020        | Paper Mario: The Origami King       | Mejor juego familiar         | Nominado  | [ 166 ] [ 167 ] |
| 2020 | Premios Golden Joystick de 2020        | Paper Mario: The Origami King       | Juego del año de Nintendo    | Nominado  | [ 166 ] [ 167 ] |
| 2020 | The Game Awards 2020                   | Paper Mario: The Origami King       | Mejor juego familiar         | Nominado  | [ 168 ]         |